# Galactica : La Bataille de l'espace
Pour plus de détails, voir Fiche technique et Distribution.
Galactica : La Bataille de l'espace (en anglais : Battlestar Galactica - Saga of a Star World) est un film américain, sorti en 1978.
Il fait partie de la franchise Battlestar Galactica.

## Fiche technique
- Titre original : Battlestar Galactica
- Titre français : Galactica : La Bataille de l'espace
- Scénario et producteur exécutif : Glen A. Larson
- Réalisation : Richard Colla
- Photographie : Ben Colman
- Musique : Stu Phillips
- Art Director : John Edward Chilberg II (en)
- Producteur : John Dykstra
- Pays d'origine : États-Unis
- Format : Couleurs - 1,33:1 - Mono
- Genre : science-fiction, aventures
- Durée : 148 minutes
- Date de sortie : 1978

## Distribution
- Richard Hatch (VF : Bernard Murat) : le capitaine Apollo
- Dirk Benedict (VF : Jean-François Poron): le lieutenant Starbuck
- Lorne Greene (VF : Jean Michaud) : le commandant Adama
- Herbert Jefferson Jr. (VF : Med Hondo) : le lieutenant Boomer
- Maren Jensen (en) (VF : Christine Delaroche) : le lieutenant Athena
- Tony Swartz (VF : Jean-Paul Coquelin) : le sergent Jolly
- Noah Hathaway : Boxey
- Terry Carter (VF : Jacques Deschamps) : le colonel Tigh
- Lew Ayres (VF : Georges Aubert (acteur)) : le président Adar
- Wilfrid Hyde-White (VF : Michel Gudin) : Anton
- John Colicos (VF : Henry Djanik) : le comte Baltar
- Laurette Spang (VF : Sylviane Margollé) : Cassiopeia
- John Fink (VF : Jean Berger) : le Dr Paye
- Jane Seymour (VF : Martine Messager) : Serina
- Ray Milland (VF : Jean-Henri Chambois) : Uri
- Ed Begley Jr. : l'enseigne Greenbean
- Rick Springfield (VF : François Leccia) : le lieutenant Zac
- Randi Oakes (VF : Jeanine Forney) : la blonde de Taurus
- Sarah Rush (VF : Claude Chantal) : le caporal Rigel
- Paul Coufos (VF : Jean-Paul Coquelin) : un pilote
- Patrick Macnee (VF : Jean-Claude Michel) : le leader impérial (voix, non crédité)